# ぶどう園の労働者のたとえ
ぶどう園の労働者のたとえ話は、新約聖書マタイによる福音書20章に登場するイエスのたとえ話である。

## 引用
「天の国は次のようにたとえられる。ある家の主人が、ぶどう園で働く労働者を雇うために、夜明けに出かけて行った。 主人は、一日につき一デナリオンの約束で、労働者をぶどう園に送った。 また、九時ごろ行ってみると、何もしないで広場に立っている人々がいたので、 『あなたたちもぶどう園に行きなさい。ふさわしい賃金を払ってやろう』と言った。 それで、その人たちは出かけて行った。主人は、十二時ごろと三時ごろにまた出て行き、同じようにした。 五時ごろにも行ってみると、ほかの人々が立っていたので、『なぜ、何もしないで一日中ここに立っているのか』と尋ねると、 彼らは、『だれも雇ってくれないのです』と言った。主人は彼らに、『あなたたちもぶどう園に行きなさい』と言った。 夕方になって、ぶどう園の主人は監督に、『労働者たちを呼んで、最後に来た者から始めて、最初に来た者まで順に賃金を払ってやりなさい』と言った。 そこで、五時ごろに雇われた人たちが来て、一デナリオンずつ受け取った。 最初に雇われた人たちが来て、もっと多くもらえるだろうと思っていた。しかし、彼らも一デナリオンずつであった。 それで、受け取ると、主人に不平を言った。 『最後に来たこの連中は、一時間しか働きませんでした。まる一日、暑い中を辛抱して働いたわたしたちと、この連中とを同じ扱いにするとは。』 主人はその一人に答えた。『友よ、あなたに不当なことはしていない。あなたはわたしと一デナリオンの約束をしたではないか。 自分の分を受け取って帰りなさい。わたしはこの最後の者にも、あなたと同じように支払ってやりたいのだ。 自分のものを自分のしたいようにしては、いけないか。それとも、わたしの気前のよさをねたむのか。』 このように、後にいる者が先になり、先にいる者が後になる。」—マタイによる福音書 20:1-16（新共同訳）